# Nước mắm

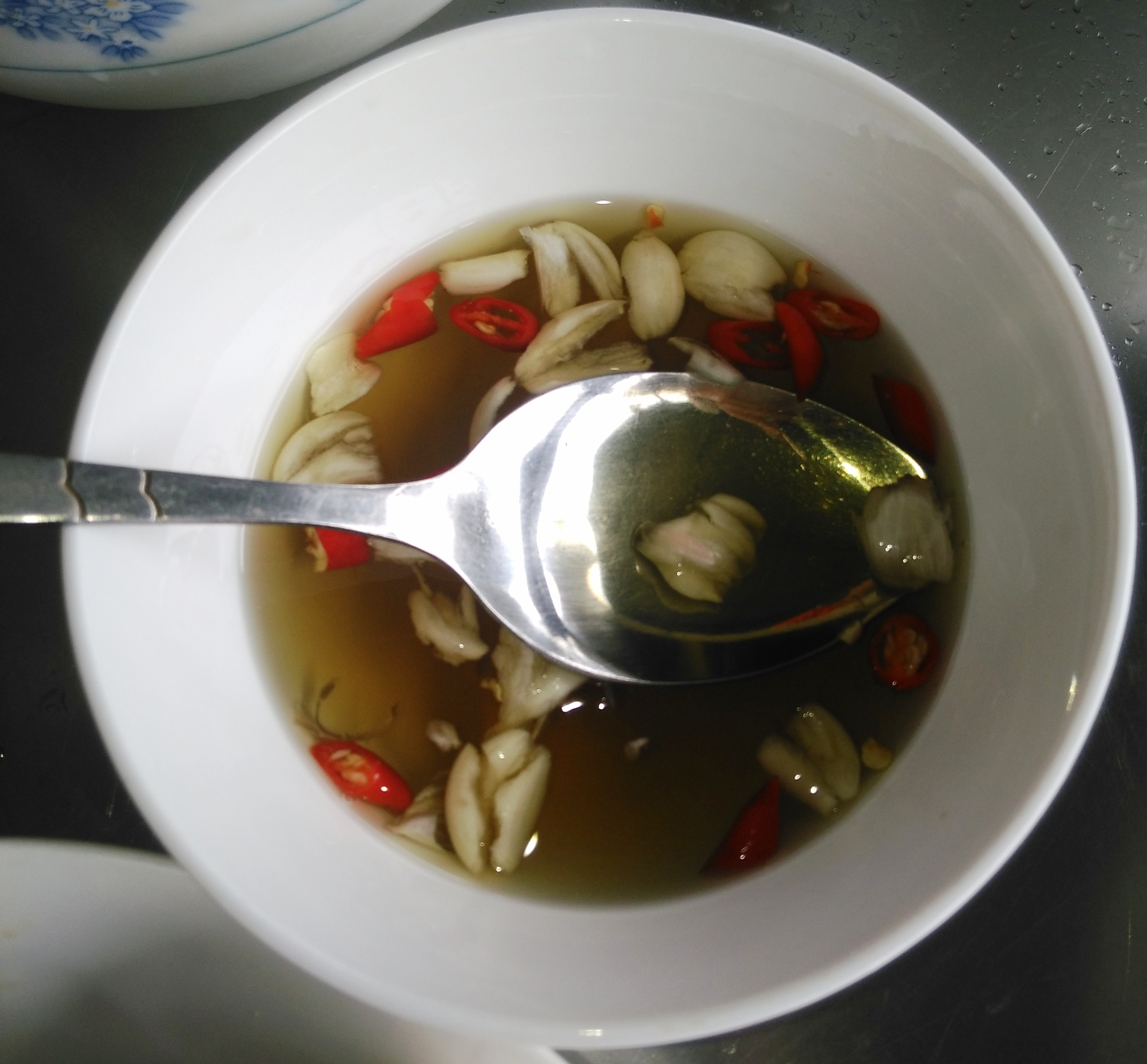
Nước mắm Việt Nam thường được đập thêm ớt đỏ cắt nhuyễn và tỏi để trở thành món nước chấm tỏi ớt

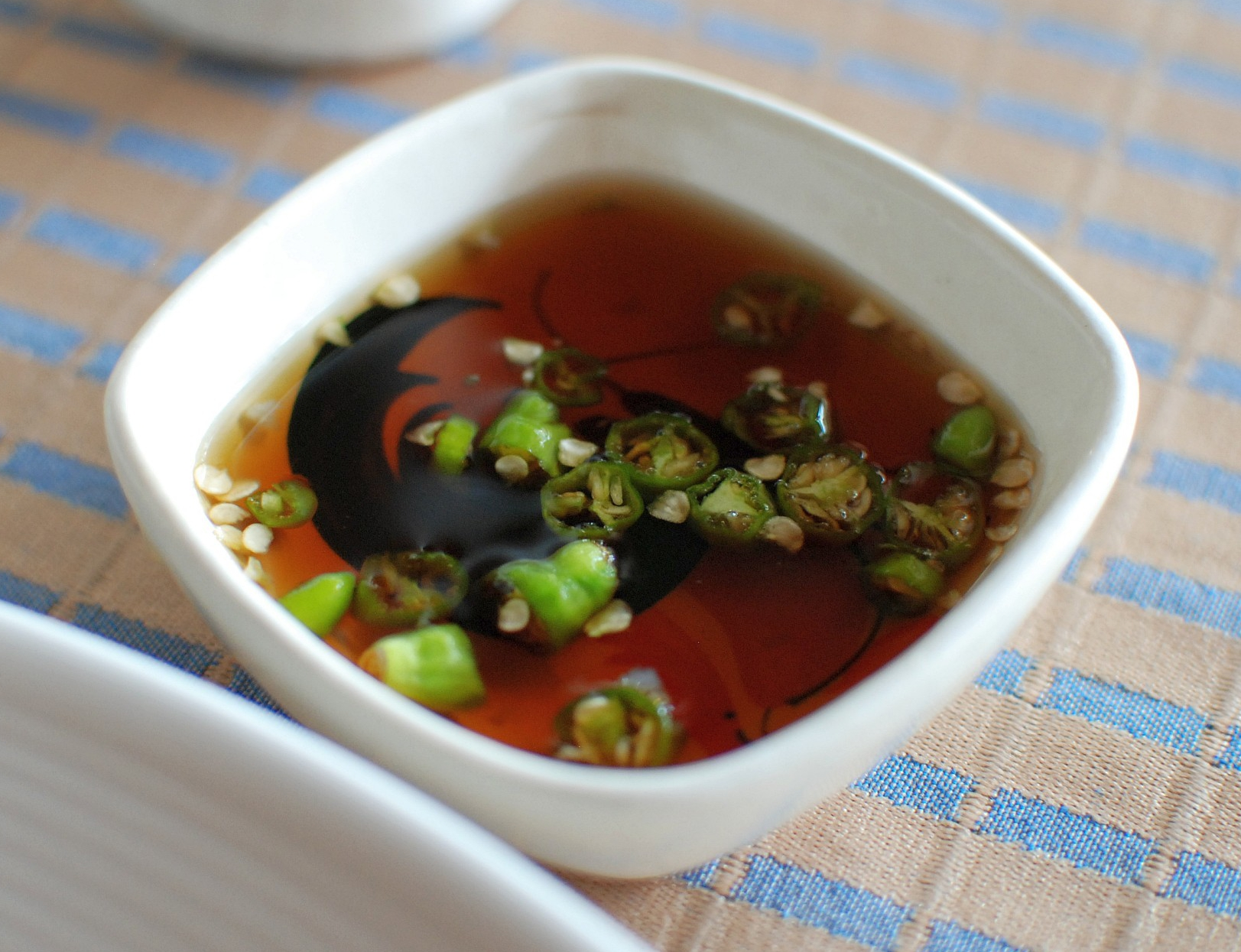
Nước mắm Thái Lan sản xuất, pha thêm ớt xanh

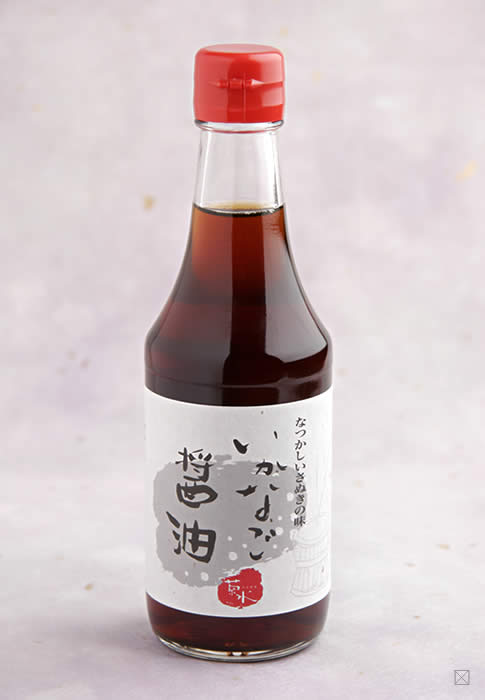
Nước mắm Nhật Bản

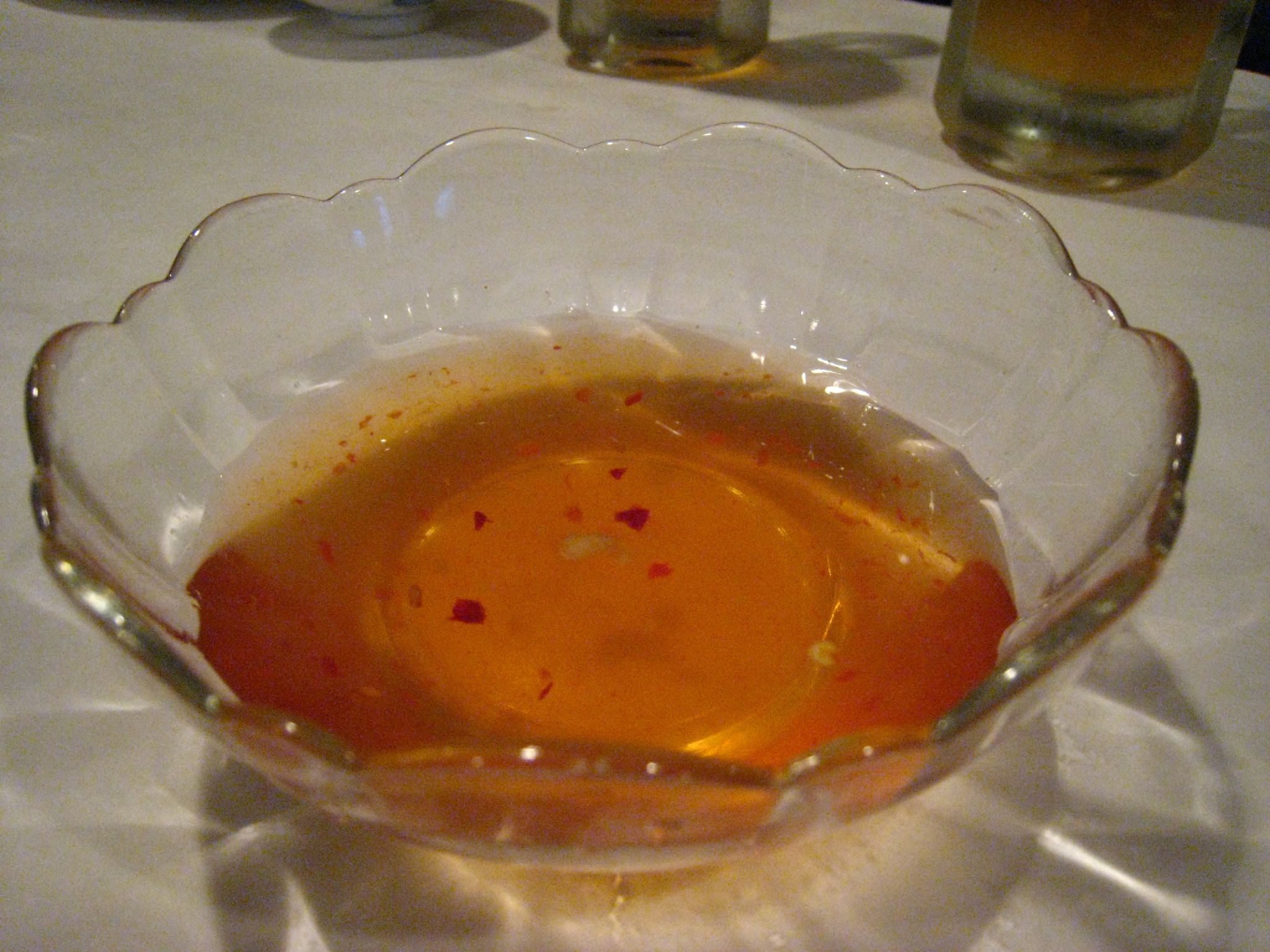
Một bát nước mắm để dùng

Nước mắm theo cách hiểu thông thường là chắt phần nước rỉ được từ cá, tôm và xác động vật nhuyễn thể khác được ướp muối lâu ngày. Nó được sử dụng rộng rãi trong ẩm thực của các quốc gia Đông Nam Á như Việt Nam và Thái Lan, để chấm hoặc gia vị chế biến các món ăn khác.Tại miền nam Trung Quốc, nước mắm cũng được sử dụng, nhưng chỉ dùng để làm dầu hay gia vị trong các món súp và thịt hầm.Trên phương diện khoa học, nước mắm là hỗn hợp muối với các amino acid được chuyển thể từ protein trong thịt cá qua một quá trình thủy phân có tác nhân là các hệ enzyme có sẵn trong ruột cá cùng với một loại vi khuẩn kỵ khí chịu mặn.

## Trên thế giới

### Châu Á

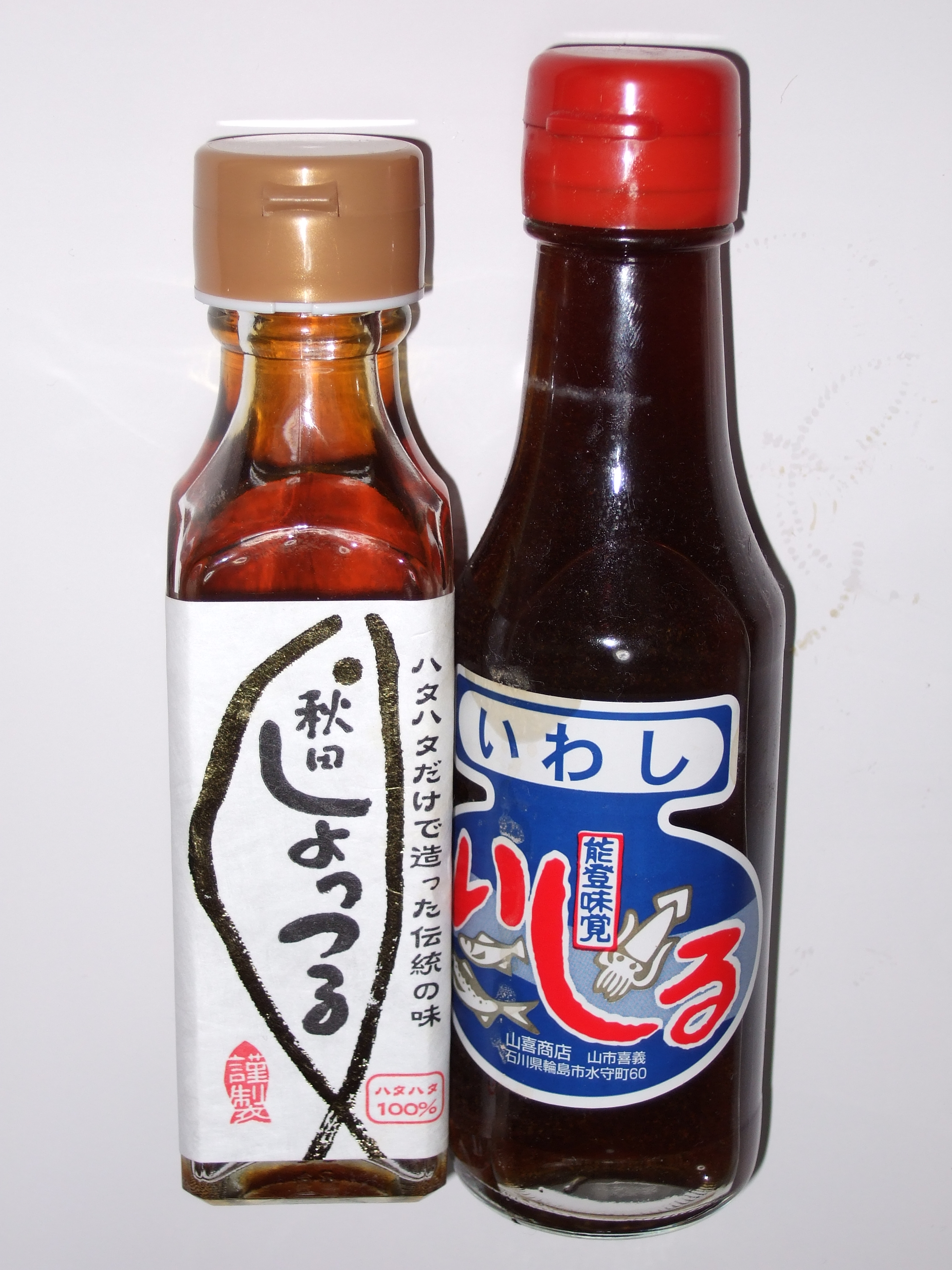
shottsuru và ishiru ở Nhật Bản

Nước mắm châu Á thường được chế biến từ cá cơm, muối, và nước, và cần được tiêu thụ điều độ vì nó có vị rất mạnh. Nước mắm Thái Lan rất giống mắm Việt Nam và được gọi là nam pla (น้ำปลา). Tại Trung Quốc, nó được gọi là ngư lộ (魚露, yúlù), tại Triều Tiên eojang (어장), tại Indonesia kecap ikan và tại Philippines patis. Tại Nhật Bản, ba loại mắm được sử dụng; shottsuru(しょっつる) ở tỉnh Akita, ishiru(いしる) ở tỉnh Ishikawa, và ikanago-jōyu(いかなご醤油) ở tỉnh Kagawa.
Bã cá giống mắm ở Indonesia được gọi là trasi, tại Campuchia prahok (bò hóc) và thường dùng cá đã để hơi ươn trước khi ướp muối. Người Mã Lai cũng có cục gạnh cá gọi là belacan.
Mắm Lào được gọi là padek, được chế biến từ cá nước ngọt.

### Phương Tây

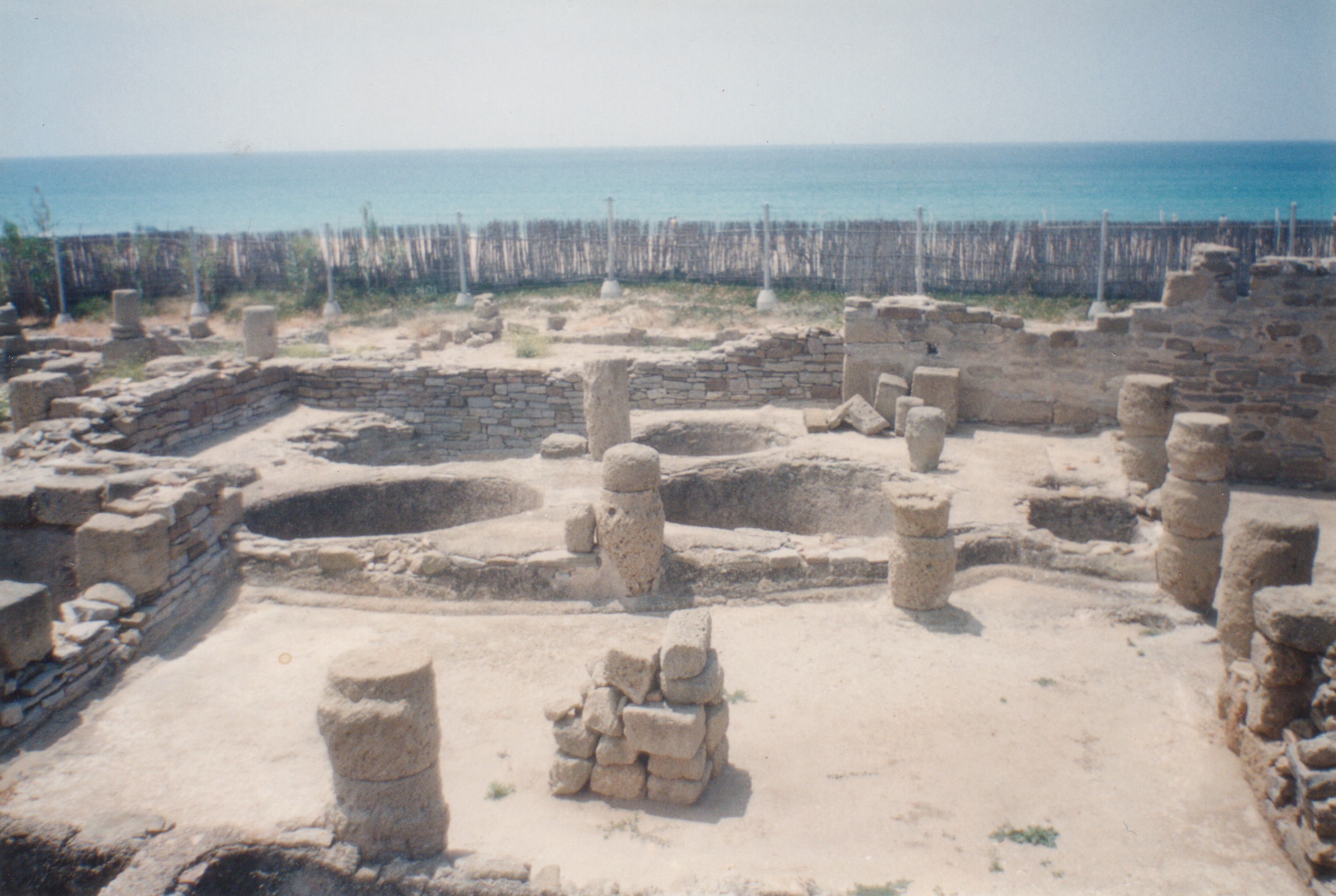
Tàn tích của hãng garum La Mã gần Tarifa, Tây Ban Nha

Có một loại nước mắm cũng đã từng phổ biến ở thời La Mã cổ đại, tiếng Latin gọi là garum hoặc liquamen, và cũng tồn tại trong nhiều loại nước chấm như oxygarum (pha với giấm), meligarum (pha với mật ong),... Nước mắm cũng là một trong những đặc sản ở vùng Hispania Baetica.
Trong tiếng Anh, nó được gọi là fish sauce. Nước chấm Worcestershire ở Anh là một sản phẩm tương tự, loại nước chấm này được mang từ Ấn Độ sang Anh Quốc. Ngày nay, người ta dùng cá trống để làm garum, nhưng không được lên men.

## Việt Nam

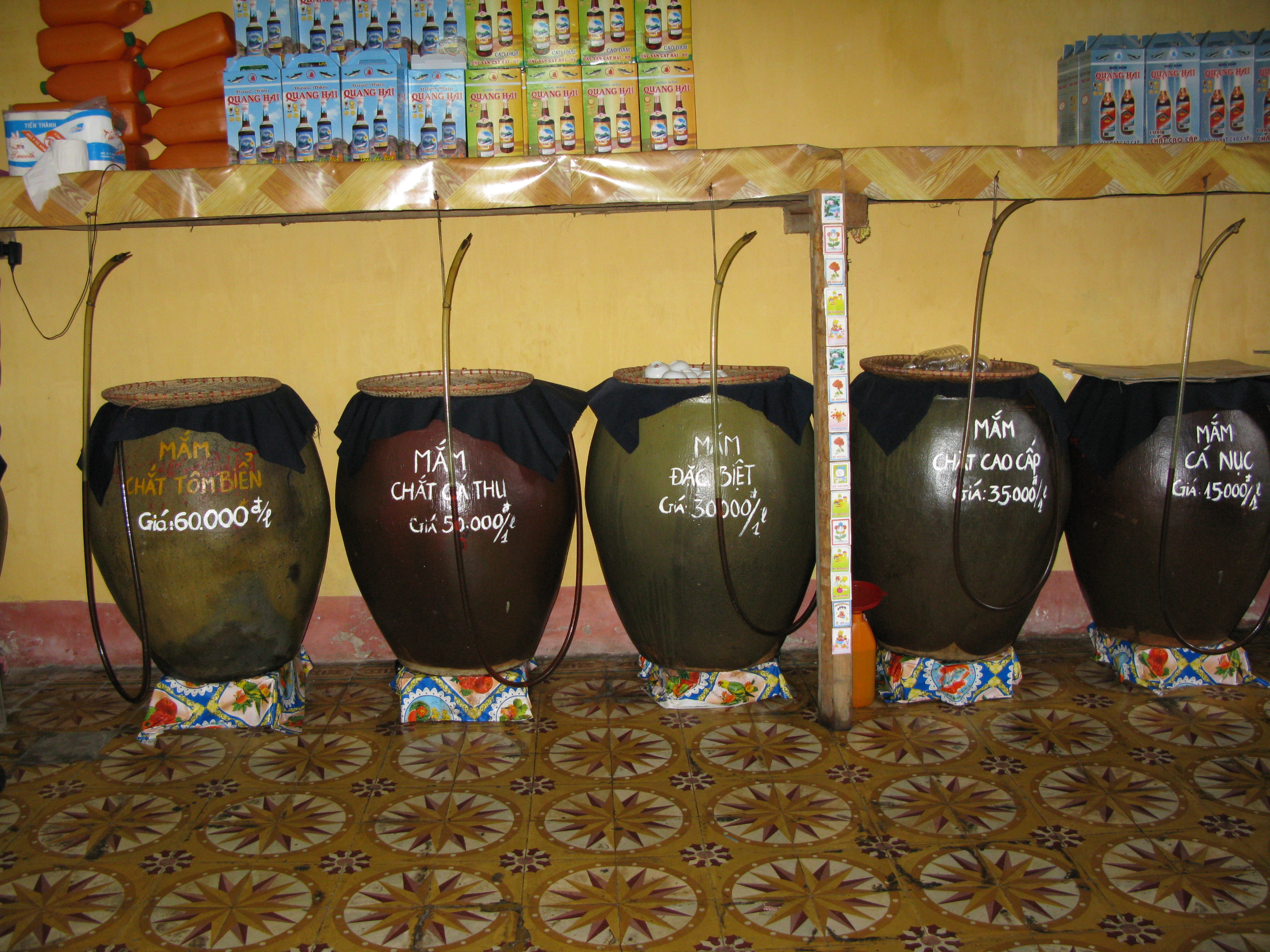
Các vại đựng nước mắm chắt Cát Hải.

Có thể nói Việt Nam từ thời xa xưa đã là xứ sở của các loại mắm. Từ mắm nêm, mắm phệt, mắm cáy, mắm ruốc, mắm tôm đến các loại mắm lóc, mắm sặt, khô mắm, khô mặn, v.v.. cho đến loại mắm đặc biệt là mắm nước thường được gọi là nước mắm. Nước mắm có thể làm từ cá sống, cá khô; hoặc từ cả các loại sò hến, tôm cua hoặc trái cây như quả điều khi làm nước mắm chay. Một số loại nước mắm được làm từ cá nguyên con, một số khác thì chỉ được từ tiết hay nội tạng cá. Một số loại nước mắm chỉ có cá và muối, một số khác có thể có thêm dược thảo và gia vị. Nước mắm lên men ngắn ngày có mùi tanh đặc trưng của cá. Quá trình lên men dài ngày sẽ giảm được mùi tanh và tạo ra hương vị mùi quả hạch và béo hơn.
Tại Việt Nam, suốt miền duyên hải đều làm nước mắm. Nước mắm thường chủ yếu làm từ các loại cá biển (cá cơm, cá thu, cá nục, v.v.) và rút chiết ra dưới dạng nước. Tùy theo độ đạm trong nước mắm mà người ta phân cấp độ (nước mắm cốt, nước mắm loại 1, nước mắm loại 2). Chén nước mắm dùng chung giữa mâm cơm được coi là nét đặc trưng cho văn hoá chia sẻ trong ẩm thực Việt Nam.
Cuốn Việt sử đầu tiên có đề cập đến nước mắm có lẽ là cuốn Đại Việt sử ký toàn thư, khắc in vào năm Chính Hòa thứ 18 (1697). Trong Kỷ nhà Lê, phần viết về Đại Hành hoàng đế, sách này có ghi lại sự kiện: "Đinh Dậu, Ứng Thiên năm thứ 4 (997)... Mùa hạ, tháng 4, nhà Tống phong vua làm Nam Bình Vương. Vua sai sứ sang nước Tống đáp lễ. Vua Tống ban chiếu thư khen ngợi. Trước kia, sứ Tống sang thường mượn cớ đòi cống nước mắm, nhân thế bắt đóng góp. Đến đây, Tống Chân Tông nghe biết chuyện ấy, chỉ sai quan giữ biên giới gọi đến nhận mệnh, không sai sứ sang nữa." Đoạn sử liệu này cho thấy muộn nhất là vào trước năm 997, người Việt đã biết làm và dùng nước mắm và nước mắm đã được lưu vào sử sách. Bấy giờ, nước mắm do người Việt làm ra hẳn phải là một loại đặc sản có tiếng, khiến vua chúa Trung Hoa tuy ở xa vạn dặm, cũng "ngửi thấy" mùi thơm của nước mắm, nên mới đòi triều đình Đại Việt phải triều cống nước mắm cho họ. Khi đọc đến đoạn ghi chép này trong Đại Việt sử ký toàn thư, nhà nghiên cứu Phạm Hoàng Quân đã nêu một câu hỏi rất thú vị: "Người Trung Hoa không có truyền thống ăn nước mắm, mà họ ăn nước tương, sao lại đòi cống nước mắm? Hay là thời Tiền Lê, nước mắm Việt hiếm hoi trân quý đến mức người ta phải lấy nó để bắt chẹt nhau?" Quả đúng như vậy, vì người Tàu ăn xì dầu, coi món nước chấm làm từ đậu nành này là thứ gia vị căn cốt của họ, khiến cho món ăn Tàu nhìn bên ngoài có vẻ giống với món ăn Việt, kỳ thực lại khác nhau một trời một vực, như nhận xét của M. Coughlin rằng: "Mặc dù người Việt Nam ăn bằng đũa và thức ăn của họ thì khó phân biệt được với đồ ăn của Trung Hoa đối với một người Tây phương bình thường, đã có nhiều sự khác biệt và các sự biến cải theo khẩu vị địa phương. Nước chấm căn bản – nước mắm, món gia vị trong mọi bữa ăn, thì đặc biệt là của người Việt Nam và hoàn toàn khác với nước tương, nước chấm gia vị tiêu chuẩn của Trung Hoa."
Nhà hàng hải người Anh William Dampier trong chuyến ghé Đàng Ngoài năm 1688 có ghi lại cách sản xuất nước mắm khi ngư dân trộn cá và tôm với muối và nước rồi nén trong hũ đậy kín. Sau một thời gian xác tôm cá nhừ nát ra thì người Việt gạn ra phần nước dùng, gọi là nuke-mum. Người nghèo thì ăn phần bã mắm với cơm. Phần nước màu nâu nhạt, ngả màu xám nhưng trong suốt được mọi người ưa chuộng, ăn với thịt gà, thịt vịt rất ngon.
Thống kê của Hiệp hội Chế biến và Xuất khẩu Thủy sản Việt Nam (2016) cho biết khoảng gần 2.800 doanh nghiệp vừa và nhỏ làm nước mắm truyền thống. Việt Nam sản xuất 200 triệu lít nước mắm mỗi năm, trong đó 75% là nước mắm công nghiệp (nước mắm pha loãng với hóa chất). Chỉ riêng công ty Masan chiếm 65% thị phần toàn ngành nước mắm.

### Cách chế biến

#### Phương thức Gài nén
Cách chế biến nước mắm truyền thống của người Việt là ủ chượp theo phương pháp gài nén. Cá được trộn đều với muối ăn theo tỷ lệ xấp xỉ 3:1 (gọi là chượp) rồi cho vào thùng gỗ lớn, dung tích thường dùng từ 2,5 – 8 m³, rồi rải muối gài nẹp đè đá bên trên để nén. Sau 2 – 4 ngày thì mở nút lù dưới đáy thùng để hứng "nước bổi". Nội dung trong thùng chượp sau khi rút nước bổi sẽ xẹp xuống, nút lù được đóng lại và ủ từ 7 – 12 tháng. Khi chượp "chín", nước mắm hình thành trong suốt, có màu từ vàng rơm đến cánh gián, mất mùi tanh và thay vào đó có mùi thơm đặc trưng, được rút đợt đầu gọi là nước cốt hay "nước nhỉ". Phần bã còn lại được tra thêm nước bổi và muối rồi lại để lên men tiếp trước khi rút nước hai, nước ba. Những đợt nước sau nước cốt thì gọi là "nước ngang" hoặc "nước long" và độ đạm giảm dần và phẩm chất càng kém. Nước mắm ngon phải để chượp chín 12 tháng mới rút nước cốt.

#### Phương thức Đánh khuấy
Ở một số địa phương miền Bắc, như Cát Hải - Hải Phòng, cách chế biến phổ biến là đánh khuấy, theo đó cá trước khi trộn chượp có thể đập dập, sau thời gian khoảng 3 tháng thì đánh khuấy chượp để tăng tốc độ chín. Phương pháp này rút ngắn thời gian ủ chượp xuống 6 – 7 tháng, nhưng chỉ cho nước mắm có độ đạm thấp hơn phương pháp truyền thống.

#### Nước mắm công nghiệp
Nước mắm sản xuất tại Việt Nam sang thế kỷ XXI đã công nghệ hóa nên nước bổi, nước cốt do nhà sản xuất cung cấp, thường được pha chế thêm để tăng sản lượng trước khi chai đóng chai đem bán, gọi là "nước mắm công nghiệp". Phương thức pha chế đó làm phần nước mắm cốt càng loãng, màu nhợt nhạt và mùi mắm mắm cũng phai nên phải bù vào bằng cách pha phẩm màu, tăng độ sánh, chế thêm hương liệu và các chất bảo quản để thành phẩm bắt mắt. Vì vậy, danh từ "nước mắm nhỉ" tuy được dùng trên nhiều nhãn hiệu nhưng thật ra không còn nữa. Tính đến năm 2019 thị phần nước mắm truyền thống chỉ khoảng 15 – 20% trong khi đó nước mắm công nghiệp thống lĩnh phần lớn tuyệt đối lượng tiêu thụ.

### Đánh giá
Tiêu chí truyền thống để đánh giá chất lượng nước mắm nguyên chất là độ đạm – đạm tạo nên hậu vị ngòn ngọt đằng sau vị mặn của muối. Nếu muối có nhiều tạp thì nước mắm thường có vị chát, vị khé. Nên nước mắm ngon trước hết phải có vị mặn không chát kèm theo hậu vị đạm cao, sau đó phải có mùi đặc trưng mà không tanh, không thối.
Nước mắm nhĩ hay nước mắm nhỉ thì cũng đều là cách gọi để chỉ loại nước mắm cao cấp nhất, những giọt nước mắm đầu tiên được nhỏ giọt ra từ thùng ủ chượp sau một thời gian dài lên men của cá và muối. Vì vậy, người sản xuất nước mắm mới gọi những loại mắm từ những thùng này là nước mắm nhỉ hay còn có tên gọi khác là mắm nhĩ, tùy thuộc vào từng vùng miền khác nhau.

## Tranh cãi

### 2016: Nước mắm nhiễm asen
Tháng 10 năm 2016, báo Thanh Niên, và sau đó là Hội Tiêu chuẩn và Bảo vệ người tiêu dùng Việt Nam (Vinastas) đã công bố thông tin "cho thấy 67% nước mắm họ khảo sát có hàm lượng arsen tổng vượt ngưỡng cho phép." Thông tin này không rõ ràng về tỷ lệ nhiễm arsen trong nước mắm là vô cơ hay hữu cơ. Từ hai nguồn này, hàng chục cơ quan báo chí Việt Nam đã đăng 170 tin, bài công bố kết quả khảo sát có nội dung sai sự thật từ báo Thanh Niên và Vinastas.
12 giờ sau khi bài báo xuất hiện, Nguyễn Xuân Phúc yêu cầu các cơ quan kiểm tra tình trạng nước mắm công nghiệp có hoá chất thêm vào, báo cáo trước ngày 22/10/2016
Sau đó chính quyền và giới chuyên gia đính chính rằng arsen trong nước mắm là arsen hữu cơ, không ảnh hưởng xấu đến sức khỏe người tiêu dùng.
Ngày 21/11, Bộ Thông tin và Truyền thông Việt Nam công bố mức xử phạt vi phạm hành chính với 50 cơ quan báo chí. Bị phạt nặng nhất là tờ Thanh Niên, 200 triệu đồng - mức phạt tiền cao nhất đối với vi phạm hành chính trong hoạt động báo chí.
Trước đó từ năm 2009 Tổ chức Lương thực và Nông nghiệp Liên Hợp Quốc (FAO) đã thông báo phân tích khối phổ về sáu loại nước mắm từ Việt Nam và Thái Lan, kết quả là tuy có arsenobetaine (82 – 94%), arsenocholine (4.9-7.7%), trimethylarsine oxide (0.7 – 7.8%), và trimethylarsenopropionate (0.5 – 2.1%) nhưng hợp tố độc hại như arsenite, arsenate, methylarsonic acid (MA) và dimethylarsinic acid (DMA) đều rất thấp, dưới mức có thể đo được.

### 2019: Dự thảo tiêu chuẩn nước mắm
Ngày 9 tháng 3, Cục Chế biến và Phát triển thị trường nông sản cùng Tổng cục Tiêu chuẩn Đo lường chất lượng vừa công bố văn bản Dự thảo Tiêu chuẩn Việt Nam 12607:2019 Quy phạm thực hành sản xuất nước mắm.
Nhiều tổ chức,đại diện nước mắm truyền thống kiến nghị gửi tờ trình đến Phó Thủ tướng Vũ Đức Đam, cho rằng Dự thảo Tiêu chuẩn nói trên "đang thiên về sự cổ súy cho sự phát triển nước mắm pha chế – nước mắm công nghiệp".
Sáng ngày 12 tháng 3, Thứ trưởng Bộ Khoa học - Công nghệ Phạm Công Tạc cho biết xác nhận tạm dừng thẩm định bản Dự thảo tiêu chuẩn sản xuất nước mắm vì chưa đảm bảo ba tiêu chuẩn: các yếu tố phù hợp với trình độ phát triển của đất nước, đảm bảo sự đồng thuận và đảm bảo hài hòa lợi ích của các bên liên quan. Bộ Nông nghiệp – Phát triển Nông thôn nói cũng sẽ tiếp tục lấy ý kiến các tổ chức xã hội, các hiệp hội về dự thảo tiêu chuẩn sản xuất nước mắm.